# 稲岡千架
稲岡 千架（いなおか ちか）は、兵庫県出身の、日本のピアニスト。

## 人物・来歴
兵庫県生まれ。京都市立堀川高等学校音楽科、東京音楽大学ピアノ演奏家コース、マンハイム国立音楽芸術大学芸術家育成コース、ソリストコースをDAAD(ドイツ政府学術交流会)特別奨学生として最優秀で卒業。国家演奏家資格を授与される。マンハイム学内・モーツァルト・コンクール全部門総合優勝。バーデンヴュルテンベルク州政府新年会、ハイデルベルク音楽祭、モーツァルトガラコンサート等出演。SWRドイツ南西ラジオで放送される。ヒルデスハイム劇場オーケストラ、韓国室内オーケストラなどと共演。
モーツァルトの作品にライフワークとして取り組み、また現代の作曲家の作品も取り上げ、ピアノ協奏曲やソロの委嘱された作品も数多くある。モダンピアノだけでなく、フォルテピアノやクラヴィコードなどのピリオド楽器にも触れ、レクチャーや演奏会を行っている。ソロだけでなく、室内楽奏者としても積極的に活動している。これまでに、ピアノを柳井修、大畑博貴、石附秀美、渡辺健二、Ok-Hi Lee、Rudolf Meisterに、室内楽をAndreas Pistrius、リート伴奏法を Heike-D. Allardtに師事。日本演奏家連盟会員。

## ディスコグラフィ
- W. A. モーツァルト：ファンタジー ソナタ OMF KCD-2079
- W. A. モーツァルト：バリエーション ソナタ OMF KCD-2078
- W. A. モーツァルト：ロンド ソナタ OMF KCD-2057